# NGC 1374
NGC 1374 is een elliptisch sterrenstelsel in het sterrenbeeld Oven. Het hemelobject werd op 29 november 1837 ontdekt door de Britse astronoom John Herschel. NGC 1374 maakt deel uit van de kleine Fornaxcluster, die 58 sterrenstelsels bevat.

## Synoniemen
- PGC 13267
- ESO 358-23
- MCG -6-8-29
- AM 0333-352
- FCC 147